# کاهن (مسیحیت)
کاهِن یا مِنِستر در کلیساهای مسیحی، کسی است که از سوی یک کلیسا یا سازمان مذهبی مجاز است اعمالی نظیر تعلیم باورها، انجام اموری نظیر ازدواج، غسل تعمید یا مجالس ختم، یا ارائهٔ ارشاد معنوی به جامعه را انجام دهد.

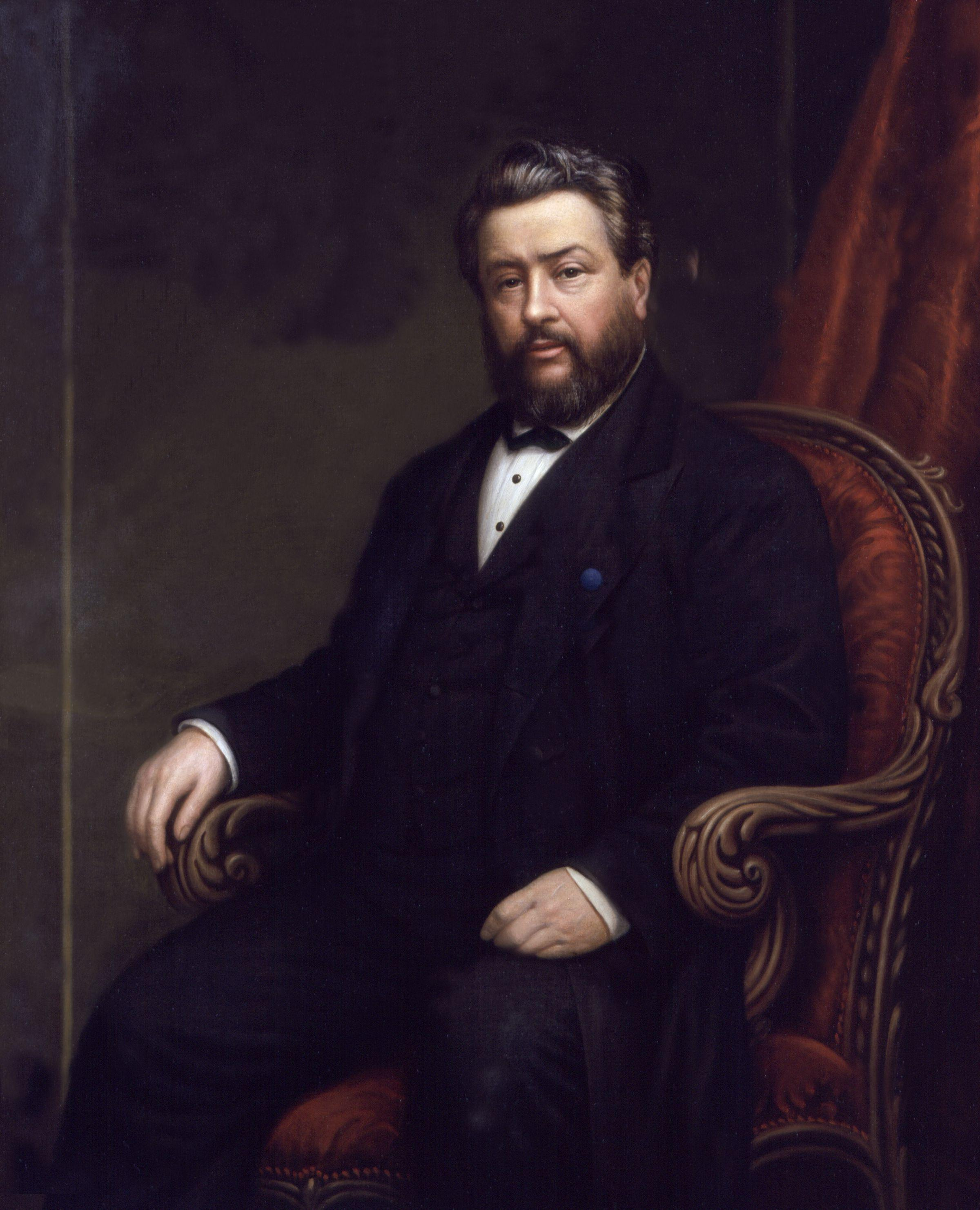
چارلز اسپرجن، کاهن بپتیست مشهور قرن نوزدهم.

## نگارخانه

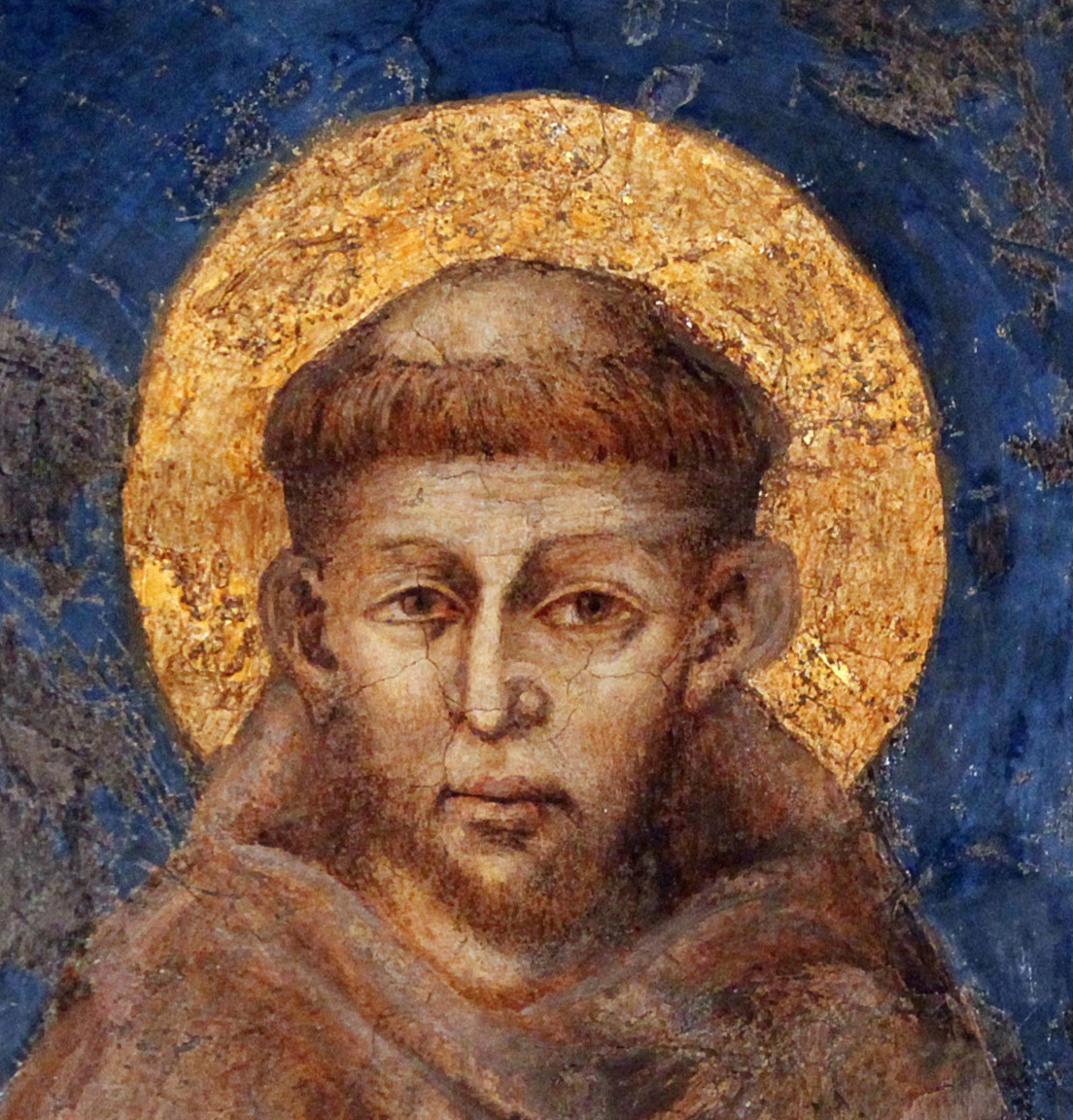
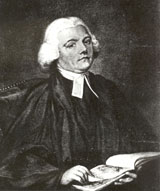
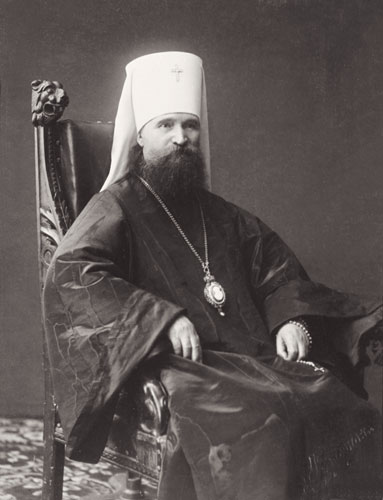